# Summer Grand Prix di salto con gli sci 1999
Il Summer Grand Prix di salto con gli sci 1999 è stata la settima edizione della manifestazione organizzata dalla Federazione Internazionale Sci.
La stagione è iniziata il 6 agosto a Hinterzarten, in Germania, e si è conclusa il 15 settembre a Hakuba, in Giappone. 

## Uomini

### Risultati
| Data         | Località     | Nazione  | Trampolino             | Spec. | Primo            | Secondo            | Terzo              |
| ------------ | ------------ | -------- | ---------------------- | ----- | ---------------- | ------------------ | ------------------ |
| 7 agosto     | Hinterzarten | Germania | Rothaus-Schanze K95    | NH    | Sven Hannawald   | Janne Ahonen       | Andreas Goldberger |
| 14 agosto    | Courchevel   | Francia  | Tremplin du Praz K120  | LH    | Andreas Widhölzl | Masahiko Harada    | Andreas Goldberger |
| 22 agosto    | Stams        | Austria  | Brunnentalschanze K105 | NH    | Martin Schmitt   | Masahiko Harada    | Andreas Goldberger |
| 11 settembre | Hakuba       | Giappone | Olympic Ski Jumps K120 | LH    | Sven Hannawald   | Janne Ahonen       | Kazuyoshi Funaki   |
| 15 settembre | Hakuba       | Giappone | Olympic Ski Jumps K120 | LH    | Andreas Widhölzl | Andreas Goldberger | Kazuyoshi Funaki   |

Legenda:

LH = trampolino grande

NH = trampolino normale
| Data         | Località     | Nazione  | Trampolino             | Spec. | Primo    | Secondo  | Terzo    |
| ------------ | ------------ | -------- | ---------------------- | ----- | -------- | -------- | -------- |
| 6 agosto     | Hinterzarten | Germania | Rothaus-Schanze K95    | NH    | Germania | Giappone | Austria  |
| 12 settembre | Hakuba       | Giappone | Olympic Ski Jumps K120 | LH    | Giappone | Austria  | Germania |

### Classifiche

#### Generale
| Pos. | Nome               | Nazione   | Punti |
| ---- | ------------------ | --------- | ----- |
| 1    | Sven Hannawald     | Germania  | 332   |
| 2    | Andreas Goldberger | Austria   | 300   |
| 3    | Janne Ahonen       | Finlandia | 291   |
| 4    | Masahiko Harada    | Giappone  | 288   |
| 5    | Andreas Widhölzl   | Austria   | 271   |

#### Nazioni
| Pos. | Nazione   | Punti |
| ---- | --------- | ----- |
| 1    | Giappone  | 1231  |
| 2    | Austria   | 1107  |
| 3    | Germania  | 1092  |
| 4    | Finlandia | 691   |
| 5    | Svizzera  | 365   |